# Luther Patrick
Luther Patrick (* 23. Januar 1894 nahe Decatur, Morgan County, Alabama; † 26. Mai 1957 in Birmingham, Jefferson County, Alabama) war ein US-amerikanischer Rechtsanwalt und Politiker (Demokratische Partei).

## Werdegang
Luther Patrick besuchte öffentliche Schulen, die Louisiana State University in Baton Rouge und die Purdue University in Lafayette (Indiana). Er graduierte 1918 an dem Law Department der University of Alabama in Tuscaloosa. Ferner diente er während des Ersten Weltkrieges vom 14. Juni 1918 bis zum 4. Dezember 1918 als Private im Army Training Detachment und der Central Officers' Training School. Im nachfolgenden Jahr erhielt er seine Zulassung als Anwalt und fing dann in Fairfield (Alabama) an zu praktizieren. Dann war er zwischen 1920 und 1922 als Staatsanwalt von Fairfield tätig. Ferner war er der Verfasser von vielen Gedichten und Büchern. Patrick startete 1925 eine Laufbahn als Radiokommentator. Dann war er zwischen 1927 und 1929 als stellvertretender Attorney General tätig und zwischen 1933 und 1934 als stellvertretender Bundesbezirksstaatsanwalt für das nördliche Alabama.
Patrick wurde in den 75. US-Kongress gewählt und in die zwei nachfolgenden US-Kongresse wiedergewählt. Bei seiner Kandidatur 1942 für den 78. US-Kongress erlitt er allerdings eine Niederlage. Er war im US-Repräsentantenhaus vom 3. Januar 1937 bis zum 3. Januar 1943 tätig. Dann bekleidete er zwischen 1943 und 1944 den Posten eines Beraters für die War Production Board. Patrick wurde in den 79. US-Kongress wiedergewählt, verfehlte aber 1946 seine Wiederwahl in den 80. US-Kongress. Er war im US-Repräsentantenhaus vom 3. Januar 1945 bis zum 3. Januar 1947 tätig. Danach ging er wieder seine Tätigkeit als Anwalt in Birmingham (Alabama) nach. Ferner nahm er 1956 als Delegierter an der Democratic National Convention teil.
Patrick verstarb 1957 in Birmingham (Alabama) und wurde auf dem Elmwood Cemetery beigesetzt.